# Hans Plattner
Hans Plattner (* 11. November 1915; † 9. August 1964) war ein österreichischer Politiker. 
Plattner war beruflich als Kaufmann aktiv und wirkte zwischen dem 16. Mai 1949 und dem 29. September 1953 als Bürgermeister von Zirl. Er kandidierte bei der Landtagswahl in Tirol 1953 für die Wahlgemeinschaft „Parteilose Volksvertreter“, wobei ihm als einzigem Vertreter dieser Gruppierung der Einzug in den Landtag gelang. Plattner war in der Folge zwischen 1953 und 1957 Landtagsabgeordneter und war Mitglied im Landtagsklub der WdU.